# Concrete Revolutio
Concrete Revolutio (コンクリート・レボルティオ～超人幻想～, Konkurīto Reborutio: Chōjin gensō) est une série télévisée d'animation japonaise réalisée au sein du studio Bones par Seiji Mizushima, diffusée entre octobre 2015 et juin 2016 sur Tokyo MX au Japon et en simultané sur Anime Digital Network, Daisuki et J One dans les pays francophones. La version française est diffusée sur Game One depuis le 12 février 2018.  Une adaptation en manga par Nylon est publiée entre septembre 2015 et août 2016.

## Synopsis
Dans une ère fictive du Japon rétrofuturiste semblables aux années 1960, humains et créatures venant de l'espace ou de mondes magiques inconnus se côtoient à Tokyo : titans, magiciennes, fantômes, gobelins, fées, aliens ou encore cyborgs forment les « super-humains ».
Alors que la plupart sont altérés par des organisations criminelles ou des scientifiques fous, le gouvernement a créé le « Département des Super-humains » afin de les surveiller et réguler les débordements occasionnés par certains « Super-vilains ». Jirô, membre du département, est chargé de protéger ces humains hors normes mais arrivera-t-il à faire la part des choses dans ce monde où deux peuples s’opposent sans vraiment se connaitre ?

## Personnages
Jirō Hitoyoshi (人吉 璽朗, Hitoyoshi Jirō)
Voix japonaise : Kaito Ishikawa, voix française : Grégory Laisné
Kikko Hoshino (星野 輝子, Hoshino Kikko)
Voix japonaise : Sumire Uesaka, voix française : Valérie Bachère
Emi Kino (鬼野 笑美, Kino Emi)
Voix japonaise : Aki Toyosaki, voix française : Caroline Combes
Fûrôta (風郎太)
Voix japonaise : Eriko Nakamura, voix française : Clara Soares
Magotake Hitoyoshi
Voix japonaise : Shinichiro Miki
Hyōma Yoshimura (芳村兵馬, Yoshimura Hyōma)
Voix japonaise : Tokuyoshi Kawashima, voix française : Julien Chatelet
Daishi Akita (秋田 大司, Akita Daishi)
Voix japonaise : Tetsuo Kanao (en)
Raito Shiba (柴 来人, Shiba Raito)
Voix japonaise : Kenichi Suzumura
Uru (ウル)
Voix japonaise : Tōru Ōkawa

## Anime
L'anime Concrete Revolutio est réalisé au sein du studio Bones par Seiji Mizushima, sur un scénario de Shō Aikawa. La série est diffusée depuis le 4 octobre 2015 sur Tokyo MX au Japon et en simulcast sur Anime Digital Network et Daisuki dans les pays francophones,.

### Liste des épisodes
| No | Titre en français                     | Titre original                                             | Date de 1re diffusion |
| -- | ------------------------------------- | ---------------------------------------------------------- | --------------------- |
| 1  | La sorcière de Tokyo                  | 東京の魔女 Tōkyō no majo                                   | 4 octobre 2015        |
| 2  | Au cœur du brouillard noir            | 『黒い霧』の中で "Kuroi kiri" no naka de                   | 11 octobre 2015       |
| 3  | L’homme d’acier                       | 鉄骨のひと Tekkotsu no hito                                | 18 octobre 2015       |
| 4  | L'histoire des Kaijû du Japon (1)     | 日本『怪獣』史 前篇 Nihon "kaijū"-shi zenpen               | 25 octobre 2015       |
| 5  | L'histoire des Kaijû du Japon (2)     | 日本『怪獣』史 後篇 Nihon "kaijū"-shi kōhen                | 1er novembre 2015     |
| 6  | Une bande de rigolos                  | やつらはいつでも笑ってる Yatsura wa itsu demo waratteru    | 8 novembre 2015       |
| 7  | Par-delà le ciel et les planètes      | 空も星も越えていこう Sora mo hoshi mo koete ikō            | 15 novembre 2015      |
| 8  | Le Chevalier Arc-en-ciel, cet inconnu | 天弓ナイトをだれもしらない Tenkyū Naito o dare mo shiranai | 22 novembre 2015      |
| 9  | Une famille éternelle                 | 果てしなき家族の果て Hateshinaki kazoku no hate            | 29 novembre 2015      |
| 10 | L'illusion du destin                  | 運命の幻影 Unmei no gen'ei                                 | 6 décembre 2015       |
| 11 | Justice / Liberté / Paix              | 正義／自由／平和 Masayoshi/jiyū/heiwa                      | 13 décembre 2015      |
| 12 | L’affaire Galboï Laïka                | 八高超人墜落事件 Hakkō chōjin tsuiraku jiken               | 20 décembre 2015      |
| 13 | Chaos à Shinjuku                      | 新宿擾乱 Shinjuku jōran                                    | 27 décembre 2015      |

## Manga
L'adaptation en manga dessinée par Nylon est publiée depuis septembre 2015 dans le magazine Young Ace. Le premier volume relié est publié par Kadokawa Shoten le 26 octobre 2015 et le second et dernier le  4 aout 2016.